# コットン (お笑いコンビ)
コットンは、吉本興業東京本社（東京吉本）に所属する西村真二・きょんからなるお笑いコンビ。NSC東京校17期出身、2012年4月2日結成。2021年3月31日までのコンビ名はラフレクラン。キングオブコント2022準優勝、2024ファイナリスト。2025年4月2日より、江田島市せとうち豊かな海づくり推進隊長。

## メンバー
西村 真二（にしむら しんじ、1984年6月30日 - ）（41歳）
ツッコミ・ネタ作成担当、立ち位置は向かって左。
- 広島県広島市出身。
- 慶應義塾大学商学部卒業。
- 身長181cm、体重72kg。血液型AB型。

きょん（1987年11月18日 - ）（37歳）
ボケ担当、立ち位置は向かって右。
- 埼玉県草加市出身。
- 國學院大學法学部卒業。
- 身長174cm、体重80kg弱。血液型AB型。
- 本名：富士田 恭兵（ふじた きょうへい）

## 略歴
NSCの面接試験でたまたま隣同士となって出会う。この時の第一印象として西村はきょんのことを「無理なタイプ」、きょんは西村のことを「爽やかな奴だと思った」ようだがお互いに第一印象は悪かったという。
NSC在籍時の西村は「ロッキングサン」、きょんは「オリオンステーション」というコンビでお互い別の相方と組んでいたが、700人ほどいた同期の中から12人ほど「演技選抜1軍」が選ばれ、その中に西村ときょんは2人とも居た。この時はお互いに絶対面白くないだろうと思っていたが、やってみたら凄く面白かったということで仲良くなりNSC卒業の時に2人とも当時組んでいたコンビが解散。西村からきょんを誘って「ラフレクラン」を結成し、2012年4月4日を以て正式にコンビ登録。西村はきょんの才能を認めて絶対に面白いと思い、きょんのことを「エンジンがフェラーリ級なのに、ハンドルが付いていない危険な車」と例えるも「きょんを操縦できる奴は俺だけ、うまく扱える」という自信を持っている。「ラフレクラン」は英語のラフ（laugh 笑い）とフランス語のレクラン（l'écrin 宝箱）を組み合わせたもので、西村の発案。「なんとなくで付けたのですが、めちゃめちゃ覚えにくい名前に仕上がって、後悔してます」と語っている。
結成10年目の2021年4月1日にコンビ名を分かりやすく親しみのある「コットン」に改名した。改名のきっかけは、番組などで「『続いてはラフレクラン』と言う際にMCさんが噛んだり」と、きょんが言いづらさを指摘し、西村も「佐藤二朗さんがラフレクランを紹介するのにNGを5回ぐらい出した。佐藤二朗さんぐらいの手練れが噛むならもう無理だ」と、佐藤がNG連発した事が決定的だったいう。
また、2021年4月12日放送のバラエティ番組『しくじり先生 俺みたいになるな!!』（テレビ朝日）では、ブレイクできない理由として「覚えられにくい名前がネックになっている」と分析され、この番組中で様々な新コンビ名の案が出される中で、自分の華麗な経歴から西村が自分の事を「ゴッド」と言い出し、それならゴッドにすれば？という意見も出たが、澤部佑（ハライチ）が「ゴッドだと仕事が減る。宗教っぽいから」と助言。ならば「ン」をつけて「ゴッドン」という案も上がったが「濁点のイメージが僕らにはない」と意見したところ、元AKB48の横山由依から「（濁点をとって）コットンは？」を提案され「ゴッドだと言い過ぎだし、化粧用コットンのように色々吸収するから」という事で、きょんもグッときてその場で改名を決めた。
きょんは「それが名付け親。めっちゃ気に入ってます」と感謝しているという。

## 賞レース戦歴
| 年度   | 結果         | No.  | 会場                   | 日時       | 備考 |
| ------ | ------------ | ---- | ---------------------- | ---------- | ---- |
| 2015年 | 3回戦進出    | 2308 | ルミネtheよしもと      | 2015/10/23 |      |
| 2016年 | 2回戦進出    | 1845 | 雷5656会館ときわホール | 2016/10/12 |      |
| 2017年 | 準々決勝進出 | 1867 | 浅草公会堂             | 2017/11/3  |      |
| 2018年 | 準々決勝進出 | 2743 | NEW PIER HALL          | 2018/11/6  |      |
| 2019年 | 準々決勝進出 | 2635 | NEW PIER HALL          | 2019/11/19 |      |
| 2020年 | 準々決勝進出 | 2975 | NEW PIER HALL          | 2020/11/17 |      |
| 2021年 | 準々決勝進出 | 3380 | ルミネtheよしもと      | 2021/11/17 |      |
| 2022年 | 準々決勝進出 | 4106 | ルミネtheよしもと      | 2022/11/12 |      |
| 2023年 | 不参加       |      |                        |            |      |
| 2024年 | 準々決勝進出 | 6261 | ルミネtheよしもと      | 2024/11/21 |      |

| 年度   | 結果         | 備考                                             |
| ------ | ------------ | ------------------------------------------------ |
| 2012年 | 1回戦敗退    |                                                  |
| 2013年 | 1回戦敗退    |                                                  |
| 2014年 | 準決勝進出   |                                                  |
| 2015年 | 2回戦進出    |                                                  |
| 2016年 | 1回戦敗退    |                                                  |
| 2017年 | 準々決勝進出 |                                                  |
| 2018年 | 準々決勝進出 |                                                  |
| 2019年 | 準々決勝進出 |                                                  |
| 2020年 | 準決勝進出   |                                                  |
| 2021年 | 準決勝進出   |                                                  |
| 2022年 | 決勝2位      | 決勝キャッチフレーズ「怪演ドラマチックシアター」 |
| 2023年 | 準決勝進出   |                                                  |
| 2024年 | 決勝9位      | 決勝キャッチフレーズ「ポップスターの逆襲」       |

### NHK新人お笑い大賞
| 年度   | 結果   |
| ------ | ------ |
| 2016年 | 準優勝 |
| 2019年 | 優勝   |

### ABCお笑いグランプリ
| 年度   | 結果     |
| ------ | -------- |
| 2017年 | 決勝進出 |
| 2018年 | 決勝進出 |
| 2019年 | 決勝進出 |
| 2021年 | 決勝進出 |

### その他の賞レース
- 2012年 今宮子供えびすマンザイ新人コンクール 決勝進出
- 2016年 じわじわチャップリン 第1回チャンピオン大会 優勝[13]
- 2017年 これからチャップリン チャンピオン大会 優勝
- 2019年 そろそろ にちようチャップリン お笑い統一王座グランプリ 優勝[14]
- 2021年 キングオブう大 準優勝
- 2022年 第2回ムゲンダイチャンピオンシップ 準優勝
- 2022年 第8回愛王決定戦 優勝（西村）
- 2022年 第2回仕込みボケ王決定戦 優勝（きょん）
- 2023年 芸能人妄想漫才グランプリ 優勝
- 2023年 R-1グランプリ2023 準優勝（きょん）
- 2025年 - ダブルインパクト 決勝進出

## 芸風
- 結成当初は主に漫才を行っていたが、その後コントも演じるようになった。ネタは西村が作っている[15]。
- コントではきょんが変人役を演じて西村を振り回すというパターンが多いが、西村がイケメン・ナルシストキャラを演じてボケに回るパターンもある（なおこのパターンの際の西村のキャラは、ほぼ素である）。
- 漫才では、ネタの始めにきょんが「ねぇみんな!」と声を掛けるという振りがある[16]。また漫才の時のみ、西村は広島弁混じりの標準語でツッコむ。

## 出演

### テレビ

#### レギュラー番組
現在の出演
- ラヴィット!（2021年10月14日 - 、TBSテレビ）- 不定期出演
- ヒルナンデス!（2023年4月3日 - 、日本テレビ）- 月曜レギュラー[17]
- まるごと（2023年4月5日 - 、静岡第一テレビ）- 水曜日のロケコーナー「コットンCLUB」出演[18]
- なにわ男子の逆転男子（2023年7月22日 - 、テレビ朝日）
- せとうちコットン 〜ええ海、作ろうプロジェクト〜（2024年8月4日 - 、広島テレビ）[19]
- Kドック!（2025年4月25日 - 、ABCテレビ）毎月第4金曜 - MC ※西村∶レポーターネズミ（シル）、きょん∶レポーターネズミ（ルド）として声での出演[20]
- スナックコットン（2025年7月17日 - 、広島ホームテレビ）

過去の出演
- 4コマコント 起笑転結（日本テレビ、 2015年10月14日・21日、11月11日、12月8日・30日） - 不定期レギュラー
- バクモン学園（テレビ朝日、2017年4月3日 - ）
- 新宿音響ラボ（BSよしもと、2022年5月7日 - 2023年3月4日）
- 目を閉じてお聴きください（テレビ東京、2023年4月12日 - 9月27日）- MC
- かき小屋コットン（2023年6月20日 - 2024年3月、広島テレビ）- 2023年6月から10月まではテレビ派のコーナー担当。
- ストイックOCTPATH!（2023年10月10日 - 2024年3月26日、フジテレビ）- MC
- world HOMERUN Factory 〜目指せ!世界のヒットメーカー〜（BSよしもと、2023年10月28日 - 2024年3月30日）[21]
- うたごえプロジェクト“めをとじ”（テレビ東京、2024年1月22日 - 6月18日）- MC[22]
- 先生、恋を教えてください（毎日放送、2024年3月6日 - 3月27日）- MC
- ベンダー革命!（テレビ朝日、2024年7月2日 - 7月23日）
- さや香コットンの東京モノ申す（2024年10月3日 - 10月31日、テレビ朝日）[23]

#### 特別番組
＊MC、もしくは、メインキャスト
- ラフレクランのバズレクラン（テレビ東京、2020年3月25日）- 冠特番（2019年の『そろそろにちようチャップリン』優勝の副賞）
- 全力投球!コットン100%（広島ホームテレビ、2022年12月13日・12月22日・2023年1月3日・2024年7月4日・7月11日・7月18日）[24][25]
- モクバラナイト（TBS）
  - 〜突然出てきて笑わせろ!〜 お笑いゲリラミッション（2023年9月7日・9月14日）- MC[26]
- スナックコットン（広島ホームテレビ、2025年2月20日・2月27日・3月6日）[27] パイロット版
- 奥田と吉川 オーチーコーチーの遠くて近い広島（2025年8月10日、広島テレビ発 日本テレビ系全国28局ネット）ナレーション

### Web番組
過去の出演
- ラフレクランの『よしログ30』（GYAO!、2015年）- 火曜レギュラー
- 男子高生ミスターコンTV2017（Abema TV、2017年10月15日) - MC
- シブヤ5丁目TV『ポプきゅんTV』（YouTube 、2020年8月7日 - 2020年11月8日) - MC
- WINTICKET『ミッドナイト競輪』（ABEMA、2020年3月11日 - 2021年3月）

### ラジオ
現在の出演
- コットンのラジオパレード（YouTube、2021年2月3日 - ）
- コットンのオールナイトニッポン0(ZERO)（ニッポン放送、2022年1月9日(8日深夜)）[28]、10月29日（30日深夜）[29])

過去の出演
- NACK5 NEW YERE SPECIAL ラフレクランの 新春しゃべれくらん - NACK5 (2021年1月1日(金) 深夜1:00～5:00)
- コットンのバタフライピンポン（GERA放送局、2023年1月28日 - 2025年3月）

### テレビアニメ
- め組の大吾 救国のオレンジ（2023年11月11日、読売テレビ） - レポーター 役（きょん）、司会者 役（西村）[30]

### 映画
- ザ・エレクトリカルパレーズ（ニューヨークOfficial Channel、奥田泰監督作品、ドキュメンタリー作品、2020年11月6日公開）

### CM
- NTTドコモ「Google Pixel 7a」『僕の爆アゲ・ロマンチシズム』（2023年5月11日 - 、Web） - 主演・僕 役（きょん）、会社の同僚 役（西村）[31]
- リクルート『ホットペッパービューティー全員きょん篇』（2023年12月26日 - 、Web）[32]
- ジップロック®（2025年、旭化成ホームプロダクツ[33]）西村：ジップロック®大好きロク太くん きょん：ロク太に恋するジプ子ちゃん
  - ジップロック®『ありなしジップロック®財布』篇
  - ジップロック®『ジップロック®閉まる確信』篇
  - ジップロック®『ありなしジップロック®使い回し』篇

## 広報
- 法務省「再犯防止啓発月間」（2025年）広報・啓発動画・ポスター企画[34]

### 雑誌
- Popteen
  - 3月号 (2017年)
  - 8月号 (2018年)

- 月刊芸人
  - 12月号 (2019年)表紙

## ライブ

### 単独ライブ
ラフレクラン初単独ライブ『若気の至れくらん』
- 渋谷（ヨシモト∞ホール） - 2013年4月17日

ラフレクラン単独『えんがさね』
- 渋谷（ヨシモト∞ホール） - 2014年7月27日

ラフレクラン単独ライブ『馬鹿かしこ』
- 新宿（ルミネtheよしもと） - 2016年4月2日

ラフレクラン単独公演『エトセトラ』
- 埼玉（大宮ラクーンよしもと劇場） - 2016年10月8日

ラフレクラン単独ライブツアー2016『KYON-NICHI-WA』
- 広島（広島紙屋町劇場） - 2016年7月16日
- 大阪（道頓堀ZAZA HOUSE） - 2016年8月2日
- 東京（ルミネtheよしもと） - 2016年8月8日

ラフレクラン単独ツアー2017『KYONCERT』
- 広島（ゲバントホール） - 2017年5月20日
- 名古屋（伏見ジャミン） - 2017年6月18日
- 東京（ルミネtheよしもと） - 2017年7月22日

ラフレクラン単独ツアー2018『KYONPLEX』
- 名古屋（伏見ジャミン） - 2018年5月13日
- 広島（YMCA国際文化ホール） - 2018年6月2日
- 大阪（道頓堀ZAZA HOUSE） - 2018年6月23日
- 東京（ルミネtheよしもと) 2018年7月28日

ラフレクラン単独ツアー2019『KYONTEST』
- 広島（YMCA国際文化ホール） - 2019年5月19日
- 大阪 (YES THEATER） - 2019年6月6日
- 名古屋（伏見ジャミン） - 2019年7月7日
- 東京（ルミネtheよしもと） - 2019年7月20日

ラフレクランのコントだけやらせてください
- ルミネtheよしもと - 2020年1月9日

ラフレクランonline単独ライブ『KYONLINE』
- オンラインチケットよしもと - 2020年7月31日

第1回コットン単独ライブ『COTTON』
- ヨシモト∞ホール - 2021年5月29〜30日

第2回コットン単独ライブ『dress』
- ルミネ the よしもと - 2022年6月11日

### 主催ライブ
しゃべれくらん - ヨシモト∞ホール
- 2013年7月15日・9月18日・11月13日
- 2014年3月15日・5月21日・11月19日
- 2015年1月3日・3月19日・7月15日・9月16日・11月11日・12月30日
- 年末!東京人気若手彩まつり ラフレクラン単独ライブ『しゃべれくらんin沖縄』 - よしもと沖縄花月 (2015年12月30日)
- 2016年1月20日・5月25日・7月27日・9月28日・11月23日
- 2017年1月25日・3月22日・11月13日
- 2018年1月24日・3月28日・9月26日・11月28日
- 2019年1月30日・3月27日・9月27日・11月29日
- 2020年1月24日・9月25日・11月27日
- 2021年1月22日・3月26日

ラフレクラントークライブ『あのね』 - ヨシモト∞ホール
- 2018年2月15日・4月28日・7月5日・8月30日・10月25日・12月20日
- 2019年2月27日・5月6日・6月26日・8月30日・10月24日
- 2020年2月20日・6月26日・8月28日・10月23日・12月24日

きょんワールド - ヨシモト∞ホール
- 2019年2月10日・8月5日・6月3日・8月5日・12月9日
- 2020年7月6日（ZOOM）

### 出演ライブ

#### ヨシモト∞ホール・∞ドーム公演
- 爆笑∞ネタSP - ヨシモト∞ホール、ヨシモト∞ドームステージ1 (2019年11月13日 -)
  - GW∞爆笑ネタSP - ヨシモト∞ホール (2017年5月6日、2018年5月3日・5月4日、2019年4月30日・5月4日・5月6日)
  - 夏休み∞爆笑ネタSP - ヨシモト∞ホール (2017年8月17日、2018年8月14日・8月16日・8月17日・8月18日)
  - クリスマス爆笑∞ネタSP - ヨシモト∞ホール (2017年12月25日、2018年12月22日)
  - July 19th 爆笑SP - ヨシモト∞ドームステージ1 (2018年7月19日)
  - 初笑い∞爆笑ネタSP - ヨシモト∞ドームステージ1 (2019年1月2日)

- PREMIUM∞NETA LIVE - ヨシモト∞ホール (2018年7月29日 -)
  - 14TH ANNIVERSARY PREMIUM∞NETA LIVE 19:00の部 - ヨシモト∞ホール (2020年3月22日)
  - PREMIUM∞NETA LIVE ONLINE - ヨシモト∞ホール (2020年-)
  - PREMIUM∞ NETA LIVE ONLINE - ヨシモト∞ドームステージ1 (2020年-)

- 笑ってムゲンダイ! - ヨシモト∞ホール (2019年1月16日 -)
  - 笑ってムゲンダイ!Fresh - ヨシモト∞ホール (2019年-)
  - 笑ってムゲンダイ!〜バレンタインSP〜 - ヨシモト∞ホール (2020年2月14日)

- 夕方5時のネタライブ〜ゴジネタ〜 - ヨシモト∞ホール (2020年6月25日 -)
  - 夕方5時のネタライブ〜ゴジネタ〜 - ヨシモト∞ドームステージ1 (2020年11月6日 -)

#### ルミネtheよしもと公演
- 前説 - ルミネtheよしもと (2012年)
- ルミネtheよしもとなう - ルミネtheよしもと(配信) (2012年)
- ルミネtheよしもと 2000 - ルミネtheよしもと (2015年4月6日・6月26日・7月20日・8月20日・9月15日・12月8日)
- ルミネtheよしもと夜公演 - ルミネtheよしもと (2015年9月15日、2016年9月6日・11月15日、2016年4月26日、2017年11月13日、2019年5月27日・12月5日)
- ルミネtheよしもと平日14時の部・16時の部 - (2015年2月15日 - )
- ルミネtheよしもと平日公演 - ルミネtheよしもと (2016年2月15日 - )
- ルミネtheよしもと春休み大ネタ祭14時の回・16時の回 - ルミネtheよしもと (2016年3月30日)
- ルミネtheよしもとお盆特別興行 - ルミネtheよしもと (2016年8月15日)
- ルミネtheよしもと夏休み大ネタ祭12時の回・14時の回・16時の回 - ルミネtheよしもと (2016年8月30日、2017年8月25日)
- ルミネtheよしもと 真夏の青田買い
  - 2017 - ルミネtheよしもと (2017年8月4日)
  - 2018 - ルミネtheよしもと (2018年8月6日)
  - 2019 - ルミネtheよしもと (2019年8月23日)
- ルミネtheよしもと週末夜公演 - ルミネtheよしもと (2017年9月30日　- 2018年10月21日)
- ルミネtheよしもと平日12時・14時・16時の部プラス - ルミネtheよしもと (2017年11月24日)
- ルミネtheよしもと土日祝11時・13時半・16時の部 - ルミネtheよしもと (2019年3月3日)
- ルミネtheよしもと夏休み平日公演 - ルミネtheよしもと (2020年8月31日)

#### 大宮ラクーンよしもと劇場公演
- ラクーンよしもと寄席 - 大宮ラクーンよしもと劇場 (2014年8月3日 -)
- おおみや若手寄席 - 大宮ラクーンよしもと劇場 (2020年12月6日-)

#### よしもと幕張イオンモール劇場公演
- 週末ネタライブ - よしもと幕張イオンモール劇場 (2014年9月7日 -)
- 幕張昼ネタライブ - よしもと幕張イオンモール劇場 (2014年10月2日 -)
- インディレクラン - よしもと幕張イオンモール劇場
  - 2018年12月9日
  - 2019年5月3日・9月14日・12月7日
  - 2020年3月26日(公演中止)・5月23日(ZOOM)・9月5日
  - 2021年1月7日(オンライン配信のみ)

#### 沼津ラクーンよしもと劇場公演
- 沼津ラクーンよしもと寄席 - 沼津ラクーンよしもと劇場 (2016年10月9日 -)
  - 沼津ラクーンよしもと4周年誕生日〜今日で4才特別価格〜 - 沼津ラクーンよしもと劇場 (2016年7月7日)
  - 沼津ラクーンよしもと生配信寄席 - 沼津ラクーンよしもと劇場 (2020年3月14日)
  - 沼津ラクーンよしもと寄席60 - 沼津ラクーンよしもと劇場 (2020年11月21日)

### 過去の出演ライブ
2012年
- GOLDトーナメント- 神保町花月 (2012年8月5日)
- 三匹の猫と素敵な夜 - 神保町花月 (2012年10月9日〜14日）
- Get King Live -ヨシモト∞ホール
  - (2012年6月15日・7月5日・8月8日・8月20日・8月30日・9月7日・11月29日）
  - Get King Live最終回SP - ヨシモト∞ホール (2012年12月31日)

- 『オオカミ少年トークライブ』 - 新宿V-1スタジオ (2012年9月8日、2013年7月14日)
- ing!to 2013 〜iNFINITY nEXT gENERATION〜 - SHIBUYA-AX (2012年12月28日）
- ∞NEW YEAR LIVE - ヨシモト∞ホール (2012年12月31日 - 2013年1月1日)

2013年
- JETGIG - ヨシモト∞ホール (2013年1月12日 - 2015年11月21日)
- 彩〜いろどり〜Jr. Auditions - ヨシモト∞ホール (2013年1月15日・1月27日）
  - 彩〜irodori〜Jr.Live - ヨシモト∞ホール (2013年3月8日-2015年7月7日)
  - 彩〜irodori〜Jr. Battle - ヨシモト∞ホール (2013年9月29日・11月24日
  - 彩〜irodori〜East Live - ヨシモト∞ホール (2014年-2015年)
  - 彩〜irodori〜Audition - ヨシモト∞ホール (2014年4月7日)
  - MUGE∞NETA 彩90 - ヨシモト∞ホール (2014年5月5日)
  - 彩〜irodori〜East Live SP - ヨシモト∞ホール (2014年5月29日)
  - 彩〜irodori〜East Live SP〜今宵は漫才の宴〜 - (2015年2月24日)
  - 彩〜irodori〜East Live SP〜今宵はコントの宴〜 - (2015年2月26日)
  - 彩〜irodori〜East Championship〜準決勝・決勝〜 - ヨシモト∞ホール (2015年3月1日)
  - 彩歌SHOWフェスティバル2015 - ヨシモト∞ホール (2015年7月3日)
  - 彩〜irodori〜East Live SP〜 (ヨシモト∞ホール) - (2015年8月27日)

- ユア･ソウル･パートナー - 神保町花月 (2013年2月19日〜24日）
- 17期同期ライブ『Seventeen』
  - ヨシモト∞ホール (2013年4月29日・8月25日・10月27日・12月29日、2014年2月23日・4月30日6月29日・8月31日・10月26日・12月23日、2015年2月22日・4月26日・6月27日・7月23日・8月23日・12月26日)

- シャッフルトーク:ブロードキャスト!!×ラフレクラン - ヨシモト∞ホール (2013年6月15日)
- 東阪上陸!弾丸ツアーよしもと沖縄HightSightライブ2 - ルミネtheよしもと (2013年10月31日)
- 芸人の詩 いろはにポエと - 神保町花月 (2013年10月28日〜29日)

2014年
- おしゃべりレストラン - 新宿V-1スタジオ (2014年2月26日・3月31日・4月14日・5月9日・6月12日)
- イロメキライブ - 5upよしもと (2014年3月1日・4月28日・9月7日)
- GuiGui〜どうか僕たちを使ってください〜 - ヨシモト∞ホール (2014年3月2日・6月1日・9月6日、2015年1月17日・3月14日)
- K-PRO プレミアムyard10 - 下北沢 しもきた空間リバディ (2014年3月4日)
- ハイキングウォーキングトークライブ『ハイキングトーキング』 - 新宿ネイキッドロフト (2014年3月12日)
- CANDY☆BOY〜イケメンつめあわせ〜 - ルミネtheよしもと (2014年3月14日)
- しゃバルドキャスト - (2014年3月19日・6月18日)
- よしもとアルバイトネタライブ produce by フロムエー - ヨシモト∞ホール (2014年3月26日)
- 十七季 - 新宿シアターモリエール (2014年3月30日)
- チーム・ゴジョウ - 神保町花月 (2014年4月2日〜6日)
- まろんはっぴぃ - ヨシモト∞ホール (2014年4月3日・6月26日)
- 森本と橘と今日いたやつ。 - 神保町花月 (2014年4月5日)
- ダイタクトークライブ『わかってもらえるさ』 - シアターD (2014年4月7日)
- LLRライブ『ツモルハナシ』 - ヨシモト∞ホール (2014年4月9日・5月14日・7月9日・8月13日、2015年1月14日)
- 桜満開!ファン感謝寄席! - 新宿シアターモリエール (2014年4月13日)
- ファミマtheよしもと - 新宿靖国通り店 (2014年4月14日・5月19日・6月16日)
- 客票講座 - シアターD (2014年4月15日)
- NOW ON SALE〜今年旬になれるかも?〜 - ルミネtheよしもと (2014年4月20日)
- needs - (2014年4月29日・8月16日)
- ワラバイト - ユニクロ御徒町店 (2014年5月2日〜6日)
- よしもとふわふわ5 - シアターD (2014年5月5日)
- U-15 - シアターD (2014年5月11日)
- 編み物クラブ - ヨシモト∞ホール (2014年5月11日・9月14日)
  - 編み物クラブ〜夏休み90分スペシャル〜 - ヨシモト∞ホール (2015年7月30日)

- 5じ6じバトル - 新宿バディオス (2014年5月15日)
- 東京ちんぺいランド - ヨシモト∞ホールONLINE(2014年5月17日)
- NSC(野田クリスタル)〜キスする13期生〜 - 浅草花月 (2014年5月18日)
- 夏休み始め!幕張新鮮ネタライブ - よしもと幕張イオンモール劇場 (2014年7月19日)
- オワライ番長vol.5 - 渋谷シアターD (2014年8月13日)
- Simple Set HARF - シアターミネルヴァ (2014年8月17日)
- Simple Set Party - 新宿ハイジア V-1 (2014年8月22日)
- 第五回よしログデミー賞 (2014年8月26日)
- オリオンリーグ単独ライブ『オリオン漫才フェストin大宮』 - 大宮ラクーンよしもと劇場 (2014年10月10日)
- トレンディエンジェル単独であの芸人が再結成! - ルミネtheよしもと (2014年12月15日)

2015年
- 100組ネタライブ - ルミネtheよしもと (2015年1月4日)
- ラクーンよしもと若手寄席 - 大宮ラクーンよしもと劇場 (2015年1月21日・2月8日・8月4日)
- 徹底討論トークライブ『582円〜デート代は割り勘するかどうか編〜』 - 大宮ラクーンよしもと劇場 (2015年1月26日)
- 若手ネタ公演 - (2015年2月8日)
- YCC同期8期卒業制作ライブ - (2015年2月11日)
- 舞台を使わないライブ - (2015年2月15日)
- 流暢-1 グランプリ - (2015年2月22日)
- 無限大ネタライブ - ヨシモト∞ホール (2015年2月28日)
- 『男6人春物語』 - 新宿シアターモリエール (2015年3月22日)
- お客様感謝祭公演 - ルミネtheよしもと (2015年4月6日)
- 幕張ビーチサマーフェスタ - (2015年7月1日)
- 夏休みだよ!若手寄席SP - (2015年7月4日・7月6日)
- 沼ワラLIVE〜ネタありゲームコーナーあり〜 - 沼津ラクーンよしもと劇場 (2015年7月5日)
- 明るいやつらぐらんぷり〜世界大会沼津予選〜 - 沼津ラクーンよしもと劇場 (2015年7月5日)
- 夏のファン感謝寄席 - (2015年7月9日)
- ギャグマゲドン〜75分ギャグざんまい〜 (2015年7月10日)
- ロードto M-1〜M-1グランプリ挑戦者たちのネタ祭り〜(2015年7月11日)
- トレンディエンジェル『HAIR TONIC2015〜MUSIC SUMMER FES〜』 (2015年7月15日)
- 夏休みSP企画『現役彩世代編〜4組がネタ1本ずつとトーク〜』 - (2015年7月18日)
- スパイクpresents〜漫才だってコントだって〜 - 大宮ラクーンよしもと劇場 (2015年7月29日)
- 爆笑!いそべのゲームワールド - ルミネtheよしもと (2015年8月12日)
- 週末よしもとお笑いまつりin草加 - 草加市文化会館 (2015年8月29日)
- ロザンのトーク - ルミネtheよしもと (2015年12月12日、2019年6月8日)

2016年
- ドッカン!ドッカン!の選考会! - ルミネtheよしもと (2016年3月1日)
- まんざいざんまい ラフレクラン×ニューヨーク - 大宮ラクーンよしもと劇場 (2016年4月16日)
- ルミネtheよしもと新喜劇 - ルミネtheよしもと (2016年4月18日)
- よしもと若手のネタ祭典 - ルミネtheよしもと (2016年7月24日、2018年10月14日、2019年1月19日・7月6日・10月12日、2020年1月15日)
- ルミネtheよしもとフリーライブ〜爆笑ネタとビックマウンテンヒデオーのラジオ体操〜 - ルミネtheよしもと (2016年8月30日)
- 『"青りんごでべっぴん倍増計画"』in ルミネtheよしもと - ルミネtheよしもと (2016年9月26日)
- 今夜はネタパレード - ルミネtheよしもと (2016年11月15日)

2017年
- 17期同期ライブ Seventeen
  - 〜ネタ2本の回〜 - 沼津ラクーンよしもと劇場 (2017年9月3日)
  - 〜コーナーの回〜 - 沼津ラクーンよしもと劇場 (2017年9月3日)
  - 〜打ち上げの回〜 - 沼津ラクーンよしもと劇場 (2017年9月3日)

- 永井佑一郎Presents 僕らのトーク vol.Ⅵ in ルミネtheよしもと - ルミネtheよしもと (2017年7月31日)
- 疑心暗鬼大喜利バトル〜オールナイト滑狼〜 - ルミネtheよしもと (2017年8月5日、2018年8月12日、2019年8月31日)
- 『バトル・オブ・ザ・ステージ. in ルミネtheよしもと 2017』 - ルミネtheよしもと (2017年9月17日)
  - 『バトル・オブ・ザ・ステージ』 - ルミネtheよしもと (2019年2月17日、2020年2月3日)

- コンビでもピンでも両方します - BAKE-MON (2017年10月22日)
- 雨だけどアウトレット来てね - TOC五反田 (2017年11月10日)
- お笑いルミネ塾 - ルミネtheよしもと (2017年11月10日)
- トータルテンボスの『大貧民』 - ルミネtheよしもと (2017年12月17日、2018年1月20日)
  - トータルテンボスの『大貧民』〜敗者復活戦!ネタバトル〜 - ルミネtheよしもと (2019年6月23日)
  - トータルテンボスの『大貧民』 season2 - ルミネtheよしもと (2020年1月19日)

- 『ガチマン!』 - ルミネtheよしもと (2017年11月20日、2018年10月25日)

2018年
- 新春寄席2018 #2 - ルミネtheよしもと (2018年1月5日)
- 『しゃべり部』 - ルミネtheよしもと (2018年1月10日)
- 『第5回ショートコント世界一選手権』 - ルミネtheよしもと (2018年1月27日)
- 『二刀流〜漫才&コント両方します〜』 - ルミネtheよしもと (2018年6月25日、2020年1月6日)
- 『ガチネタ!』 - ルミネtheよしもと (2018年7月2日)
- 厚中チーモンチョーチュウ 2018夏 - ルミネtheよしもと (2018年7月21日)
- 『第6回ショートコント世界一決定戦』 - ルミネtheよしもと (2018年9月8日)
- ゲストシュタイン!〜ゲストと一緒にネタとコーナー〜 - ルミネtheよしもと (2018年10月29日)

2019年
- あけましておめでとうございます寄席 - 沼津ラクーンよしもと劇場 (2019年1月1日)
- 先輩芸人が後輩芸人のネタ見てコーナーで一緒に遊ぶライブ - ルミネtheよしもと (2019年2月25日)
- 笑い飯・千鳥の大喜利ライブ - ルミネtheよしもと (2019年3月10日)
- プラマイ特番vol.16 - ルミネtheよしもと (2019年5月27日)
- 夏なつナツ大宮夏! - おおみやラクーンよしもと劇場 (2019年7月3日)
- 第8回ショートコント世界一決定戦 - ルミネtheよしもと (2019年8月25日)
- 令和喜多みな実河野のゲームコーナーFES'19〜1日目 花の都STAGE - ルミネtheよしもと (2019年10月7日)
- 『令-1グランプリ〜令和で流行りそうなネタ選手権〜』 - ルミネtheよしもと (2019年10月21日)

2020年
- 第1回もう中学生大会3 - ルミネtheよしもと (2020年2月23日)
- ハートウォーミング寄席 - ルミネtheよしもと (2020年2月26日)
- 霜降り明星の通信ケーブル - ルミネtheよしもと (2020年3月28日)
- 幕張トーク2020『ラフレクラン編』 - よしもと幕張イオンモール劇場 (2020年6月20日)
- 幕張占い部屋〜ラフレクラン&インディアンス編〜 - よしもと幕張イオンモール劇場 (2020年10月18日)
- スーパー漫才師ライブ〜漫才&喋り企画〜 - よしもと幕張イオンモール劇場 (2020年10月18日)
- 幕張お笑い研究所ミステリー企画『世にも奇妙な"ななまがり寄席"〜寄席見に来たら出演者全部ななまがりだった〜』 - よしもと幕張イオンモール劇場 (2020年11月5日)
- 11/5ネタ&トーク60オンライン@幕張 - よしもと幕張イオンモール劇場 (2020年11月5日)
- 〜YouTube On!Live〜ラフレクランchannel編〜 - ヨシモト∞ドームステージ1 (2020年11月12日)
- ニューヨークch 10万人突破記念 ニューヨークのニューラジオin無限大ホール - ヨシモト∞ホール (2020年11月13日)シークレットゲスト出演
- ファナックライブ〜やってないネタを蘇らせる〜 - よしもと幕張イオンモール劇場 (2020年12月5日)

## 過去の出演イベント

### 沖縄国際映画祭
- 第六回 沖縄国際映画祭 (2014年3月20日)

### MC
- Popteen絆フェス (2018年3月29日)
- 全力祭 - 豊洲PIT (2019年3月28日)
- 2021年春’’POP愛’’全集中祭 - 豊洲PIT (2021年3月31日)

### ライブ
- 吉本お笑いライブ - よみうりランド 日テレらんらんホール (2015年6月6日)